# Haagen
Haagen è una frazione (Ortsteil) della città di Lörrach, nel land del Baden-Württemberg, in Germania.

## Storia
Già comune autonomo, fu soppresso e incorporato a Lörrach il 1º gennaio 1974.